# Blattmacher
Ein Blattmacher erstellt eine Zeitung (ein Blatt) oder gibt sie heraus, als Zeitungsjournalist oder als Zeitungsverleger.
In früheren Zeiten wurde mit Blattmacher der Handwerker bezeichnet, der Blätter für die Webstühle fertigte.
Das Erstellen der Zeitung bedeutet in der Regel, dass der Blattmacher darüber (mit)entscheidet, welche Artikel auf den einzelnen Seiten erscheinen. Es wird oft auch die Überschrift formuliert und eventuell die einleitenden ersten Zeilen von Artikeln.
In seinem Buch Blätter machen: Bausteine zu einer Theorie journalistischer Komposition zitiert Jakob J. E. Vicari, was Blattmachen ausmacht: Jemand ist vielleicht „ein guter Blattmacher, weil er Themen erkennt, weil er Themen weiterdreht, weil er ein gutes Foto im Auge hat, weil er ein gutes Zeilengespür hat.“ Vicari führt auch „die Auswahl der Titelzeilen“ als Aufgabe des Blattmachens an.